# 方济众 (画家)
方济众（1923年6月11日—1987年7月18日），号雪农，陕西勉县人，中國画家，长安画派的代表画家之一。擅长山水、花鸟畫，作品取材于西北农村、牧区等場景。

## 生平
1944年于高中毕业，后任中小学美术教师，40年代随赵望云研习中国画。1978年后任陕西美协副主席、省国画院院长。曾任中国美术家协会常务理事、中国书法家协会理事、第六届全国人大代表、第五届陕西省政协常委。
1987年7月18日因病逝世，终年64岁。

## 著作
代表畫作有《三边塞上风光》、《雪漫天山》、《沙海花》等。